# Lycaena perparva
Lycaena perparva är en fjärilsart som beskrevs av Saalmüller 1884. Lycaena perparva ingår i släktet Lycaena och familjen juvelvingar. Inga underarter finns listade i Catalogue of Life.